# Армянская епархия Грузии
Грузинская епархия Армянской Апостольской церкви (арм. Հայ Առաքելական եկեղեցու Վիրահայոց թեմ) — одна из исторических епархий Армянской Апостольской церкви, в юрисдикцию которой сегодня входит территории Грузии.

## История

### Предыстория
Территории Джавахка (Джавахети) и Северного Лори (юг Квемо-Картли) нынешней Грузии исторически входили в пределы канонической территории Армянской Апостольской Церкви с момента образования ААЦ в IV веке (тогда эти территории входили в состав исторической провинции Гугарк Армении). На протяжении IV-VII в.в., в моменты экспансии в регионе иберов/грузин жизнь епархии претерпела некоторые трудности, когда ряд храмов перешли под юрисдикцию церкви Иберии, а после арабов, образовавших, в том числе, на этой территории Армянский эмират, епархия продолжала своё существование и имела прихожан в лице армян и приверженцев ААЦ других национальностей, продолжавших населять эти территории. В период Багратидской Армении, в IX-XI в.в., регионы вновь вернулись в состав Армении и ААЦ снова укрепила свои позиции на этих населённых армянами землях. После падения Багратидской Армении регион стал частью Грузии и практически все армянские храмы северной Армении стали юридически частью епархий ГПЦ. Так продолжалось и вплоть до начала XIX века, когда регионы стали частью Российской империи и стали уже юридически подчиняться РПЦ, как и вообще все православные храмы Грузии. 

### Образование
В 1836 году была учреждена Грузинская епархия армянской церкви. В которую вошли приходы  армянской церкви: Грузии, Елисаветпольского округа, Борчалинской, Казахской, Шамшадильской и частью Бамбакской (Памбакской) дистанций, а также округа Ахалцихского, Имеретии и Гурии. Епархия управлялась архиепископом, имевшим место пребывания в Тифлисе. У архиепископа было три викария: 1) в  Елисаветполе, 2) в Ахалцихе и 3) в Имеретии.  По состоянию на 1842 год в епархии было 297 церквей, из которых 37 молитвенных дома, 8 монастырей, 1 семинария и 1 училище.. 

### Советский период
После советизации, южная часть Лори вернулась в состав Армении и все бывшие исторические армянские храмы стали вновь частью ААЦ, тогда как армянские исторические церкви и монастыри Джавахка и северной части Лори, ныне находящиеся в Грузии, оспариваются грузинами, отказывающимися признавать права армян на свои бывшие храмы.
Грузинская епархия Армянской Апостольской Церкви для полноценного удовлетворения духовных потребностей своей общины требует вернуть 6 церквей на территории Тбилиси и других регионов Грузии.

### Современное положение
Сегодня Грузинская епархия Армянской Апостольской Церкви не имеет статуса юридического лица, однако идёт уже продолжающийся много лет процесс оформления епархии как юридического лица, который, по мнению Армянской Апостольской церкви, искусственно затормаживается.
По информации некоторых источников, на сегодняшний день численность всех религиозных меньшинств на территории Грузии составляет 2/3 от всего населения республики и ни одно из них не имеет официально признанного статуса со стороны Правительства Грузии. Грузинская епархия Армянской Апостольской церкви требует принять закон «О религии» либо заключить с руководством страны конкордат, договор посредством которого религиозные меньшинства станут юридическими лицами.
По данным Армянской Апостольской церкви из 650 армянских храмов сегодня на территории Грузии действует всего лишь 32, большинство из которых находятся в армянских селах, расположенных в регионах Джавахка (Джавахети) и Северного Лори (юг Квемо-Картли).
По словам представителей Армянской церкви, множество армянских храмов сегодня в Грузии называются "спорными", например, как тбилисская церковь Сурб Норашен. По утверждению заместителя министра по иностранным делам Грузии Александра Налбандова, «так называемые "спорные церкви" в Тбилиси и других регионах являются грузинскими, а не армянскими».